# Шалла
Шалла (2-а пол. XV ст. до н. е.) — сункір (цар) Еламу.

## Життєпис
Спадкував Тан-Рухуратеру II. Продовжив політику попередника. З його панування відомо 12 правових документів, де його ім'я згадується в клятвах при укладанні угод. також знайдено юридичний документах в Сузах, де Шалла бажає невідомому успіху в його справі. Разом з тим ніде не застосовано титулу царя.
Низка дослідників ставить під сумнів його належність династії Кінідуїдів. Можливо був узурпатором. Йому спадкував Темпті-Ахар.